# Marco Bortolami
Marco Bortolami (Padova, 12 giugno 1980) è un allenatore di rugby a 15 ed ex rugbista a 15 italiano, in carriera seconda linea professionista in Italia, Francia ed Inghilterra con i club di Petrarca, Narbonne, Gloucester, Aironi e Zebre; 112 volte internazionale per l'Italia, nel 2014 detenne il record di presenze in nazionale maggiore, superato nel novembre dello stesso anno da Sergio Parisse.

## Biografia
Nativo di Padova, ma cresciuto ad Abano Terme e, successivamente, a Casalserugo, Bortolami fu avviato alla pratica rugbistica dal padre intorno all'età di 10 anni.
Più tardi entrò nel centro di formazione del Petrarca, storica formazione rugbistica padovana.
Durante la frequenza del liceo si impegnò nell'organizzazione di tornei studenteschi di rugby, ed entrò nell'orbita della nazionale giovanile; dopo la maturità esordì in prima squadra nel Petrarca nel 2000, contemporaneamente alla frequenza della facoltà di Ingegneria all'Università di Padova.
Un anno più tardi fu convocato in nazionale, della quale divenne capitano dopo solo un anno di militanza.
Nel 2004 si trasferì in Francia, al Narbona, e nel 2006 arrivò l'ingaggio da parte degli inglesi del Gloucester, dei quali fu anche capitano nel corso della stagione 2007-08.
In Nazionale prese parte alle Coppe del Mondo del 2003, 2007 e 2011, oltre che a tutti i Sei Nazioni tra il 2002 e il 2010 e, ancora, nel 2012 e 2014
Nel marzo 2010, poco dopo l'ampliamento all'Italia della Celtic League, competizione tra squadre di Galles, Irlanda e Scozia, Bortolami firmò un ingaggio triennale con la franchise italiana degli Aironi, a partire dalla stagione di Celtic League 2010-11.
Tuttavia, allo scioglimento della squadra nel 2012 e il subentro nella rinnovata Pro12 delle Zebre, Bortolami passò in tale ultima squadra dalla stagione 2012-13 con i gradi da capitano.
In occasione dell'incontro con un XV dell'Australia a Twickenham nel novembre 2011, Bortolami fu invitato a far parte della selezione dei Barbarians; il 1º febbraio 2014 a Cardiff, nell'incontro di apertura del Sei Nazioni contro il Galles, Bortolami totalizzò la sua centesima presenza internazionale, quinto italiano a raggiungere tale traguardo dopo, nell'ordine, Alessandro Troncon, Andrea Lo Cicero, Sergio Parisse e Martín Castrogiovanni; nel corso del 2014 è divenuto il recordman di presenze per l'Italia con 107, venendo superato da Sergio Parisse nel novembre dello stesso anno.
Il 7 maggio 2016 appende gli scarpini al chiodo, congedandosi con la vittoria delle Zebre sui Newport Gwent Dragons per 47 a 22. Appena un mese dopo viene ingaggiato come allenatore per la touche dal Benetton Rugby Treviso, ruolo per il quale è stato confermato fino al 2020. A partire dal 2017, è anche allenatore specifico per la touche al Centro di formazione permanente Under-18 della FIR a Treviso.
Tra gli altri riconoscimenti alla sua prestigiosa carriera, Bortolami venne selezionato per fare parte della squadra ad inviti dell'Emisfero Nord nella partita contro l'Emisfero Sud disputata a Twickenham il 5 marzo 2005.
Nonostante non sia mai stato considerato un giocatore violento, il suo stile di gioco ruvido e diretto ed il suo rapporto a volte conflittuale con gli arbitri hanno portato Bortolami a collezionare nella sua lunga carriera internazionale ben sette cartellini gialli, superato in questa poco invidiabile classifica solo dall'australiano Michael Hooper e dal georgiano Viktor Kolelishvili con otto.

## Palmarès
- Coppe Italia: 1
Petrarca: 2000-01